# Кери Фукунага
Кери Џоџи Фукунага (енгл. Cary Joji Fukunaga; рођен 10. јула 1977. у Оукланду) је амерички филмски и ТВ редитељ, сценариста, продуцент, сниматељ и фотограф, делом јапанског порекла. Најпознатији је као редитељ филмова Без имена (2009), Џејн Ејр (2011), Звери без домовине (2015), Није време за умирање (2021) и серије Прави детектив (2014). Писао је и сценарио за филм То (2017). Добитник је награде Еми за серију Прави детектив.